# Air Macau
Pour les articles homonymes, voir AMU.

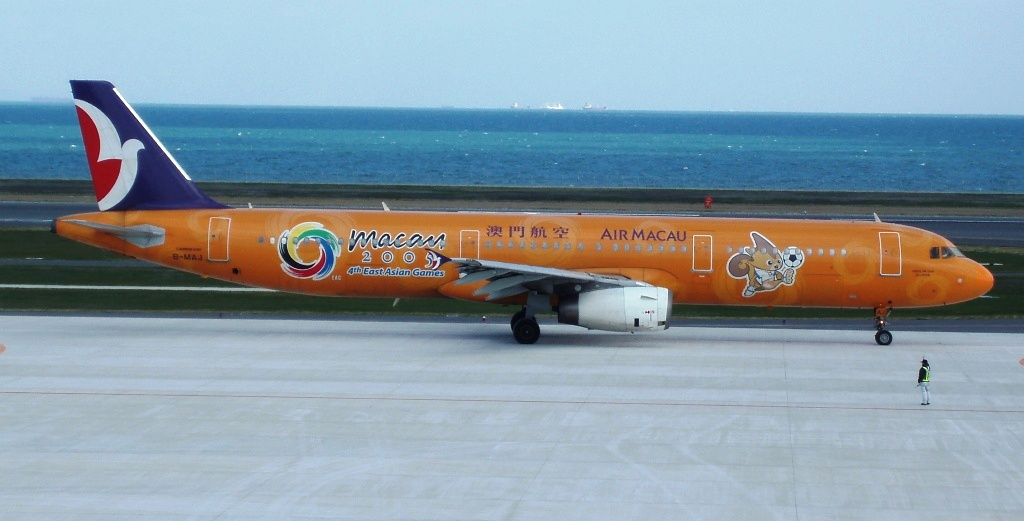
Un A321-200 d'Air Macau dans une livrée spéciale

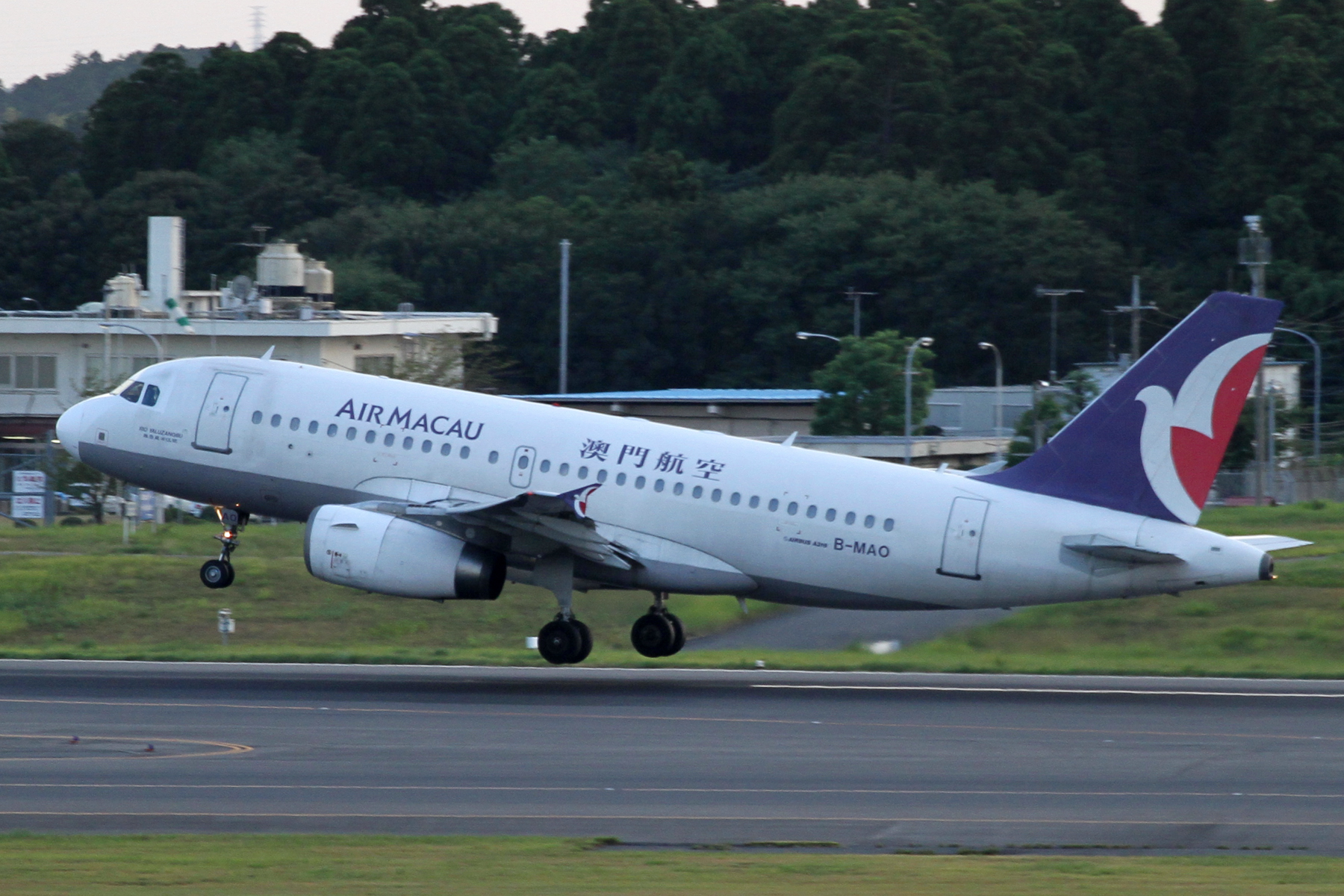
Un Airbus A319-100 d'Air Macau à l'aéroport de Tokyo-Narita

Air Macau (en chinois : 澳門航空) (Code AITA NX ; code OACI AMU) est une compagnie aérienne régionale macanaise. Air Macau est membre de l'IATA.

## Histoire
Créée le 13 septembre 1994, son vol inaugural a lieu le 9 novembre 1995.

## Capital
Air Macau Co, LTD était initialement détenue par la China National Aviation Corporation à 51 %, la SEAP (Serviços, Administração e Participações Limitada détenue à 75% par la TAP Portugal et à 25% par Banco Nacional Ultramarino) à 20 %, la Sociedade de Turismo e Diversões de Macau à 14 %, EVA Air à 5 %, le gouvernement de Macao à 5 %, des investisseurs de Macao à 5 % et les employés de la compagnie. En 2009, deux compagnies contrôlées par Edmund Ho, Chef de l'exécutif de Macao, vendent 1,25% de leurs parts à la China National Aviation Corporation pour une somme restée secrète entre les parties. En 2010, la SEAP vend ses parts à la China National Aviation Corporation qui contrôle depuis 80,87% du capital d'Air Macau. EVA Air n'est plus actionnaire qu'à hauteur de 0,025% et les investisseurs privées à hauteur de 0,0125%.

## Logo
Le logo d'Air Macau est formé de la fusion d'un lotus, le symbole de Macao, et d'une colombe, le symbole international de la paix qui représente aussi les plus hauts standards de sécurité, de liaison et de qualité de services. 

## Flotte

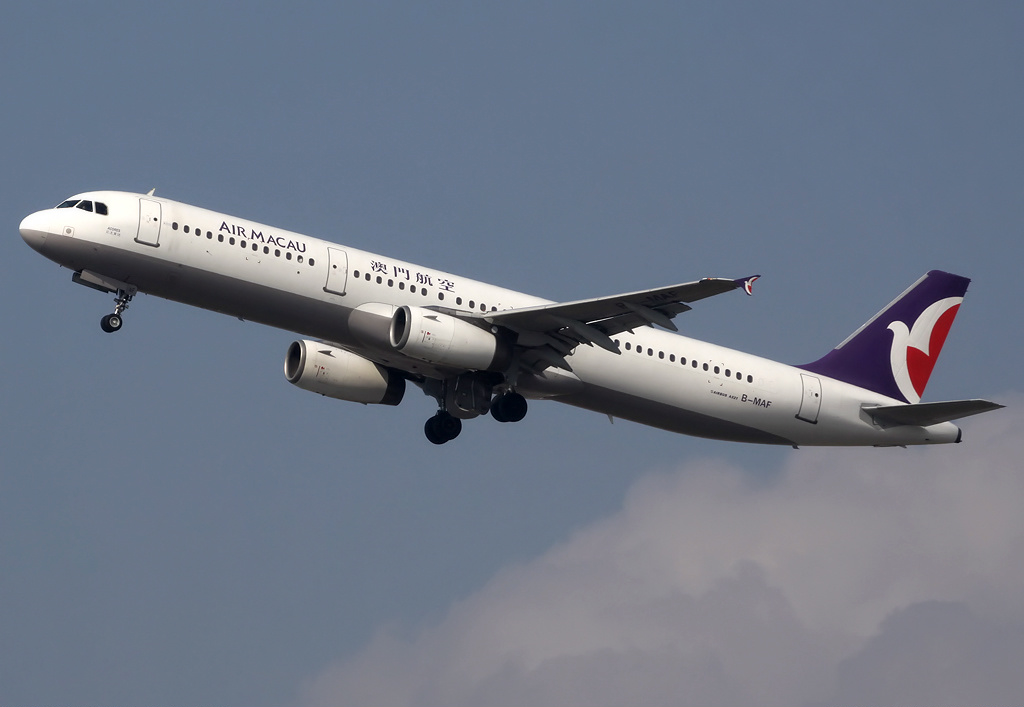
Airbus A321-100(B-MAF) d'Air Macau

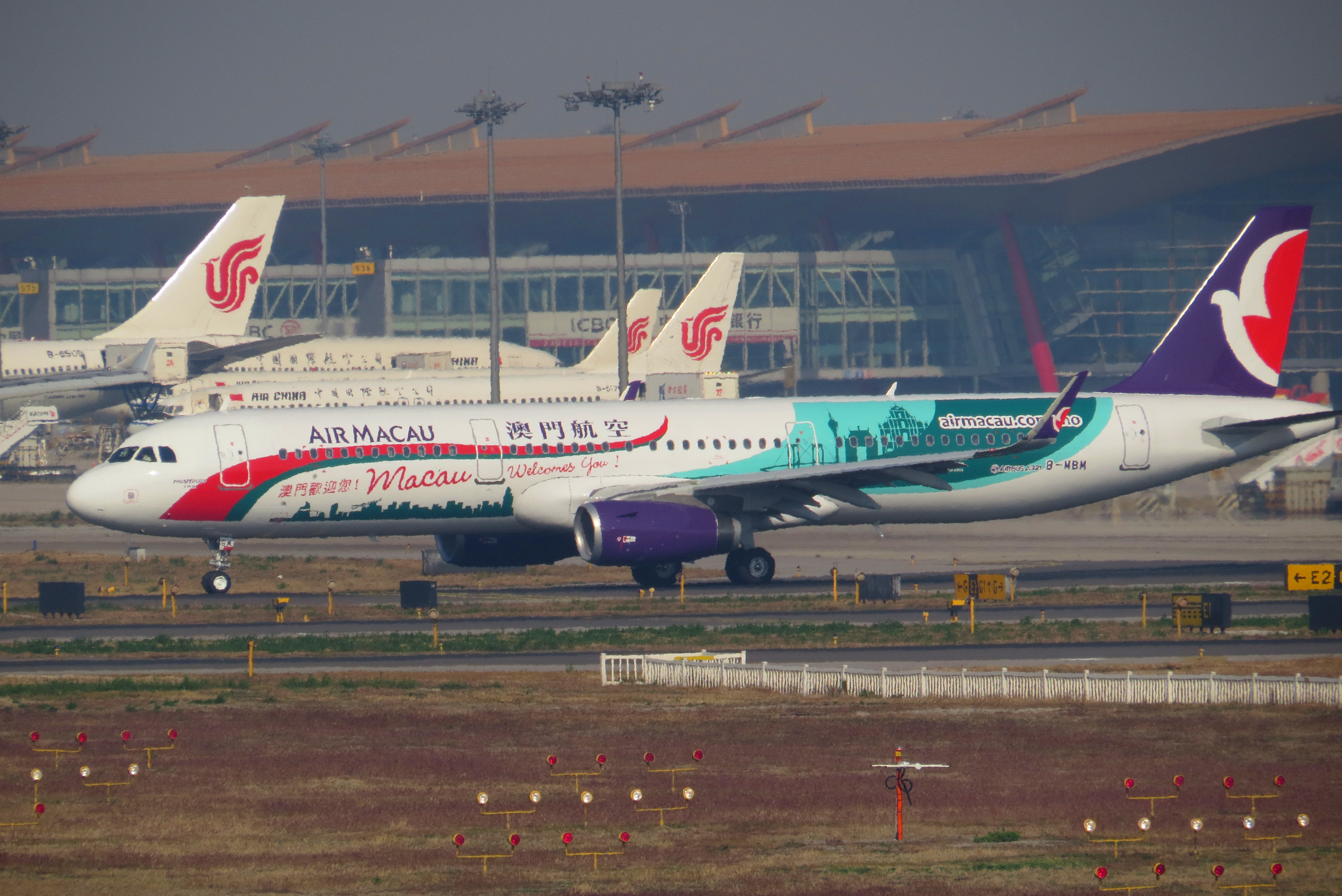
Airbus A321-231 (B-MBM) d'Air Macau avec une livrée spéciale "Macau Welcomes You" stationné à Beijing Capital International Airport en 2014.

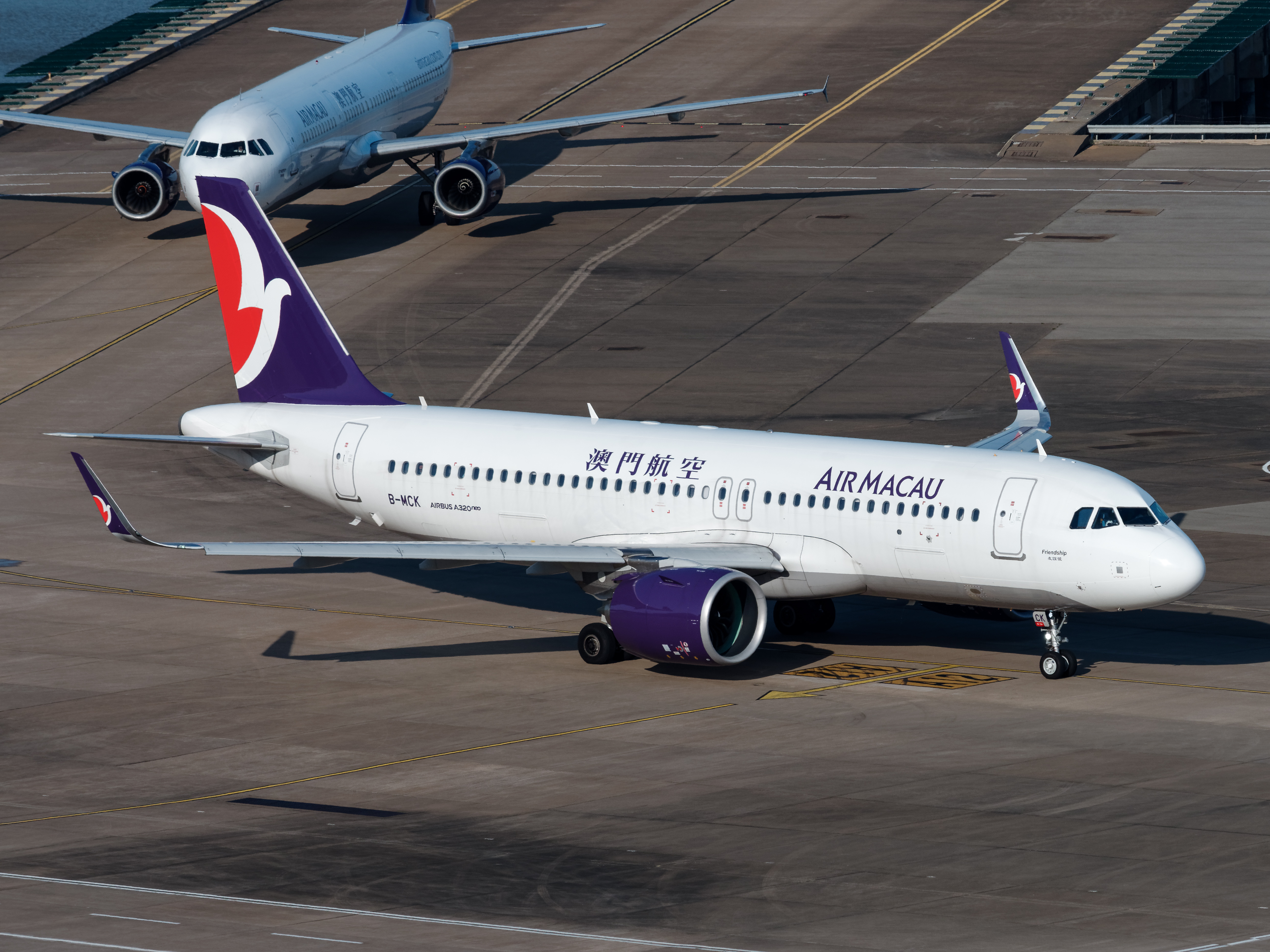
Airbus A320neo

En janvier 2023, la flotte d'Air Macau est composée des avions suivants:
| Appareils       | En Service | Commandes | Passagers | Passagers | Passagers | Notes |
| Appareils       | En Service | Commandes | C         | Y         | Total     | Notes |
| --------------- | ---------- | --------- | --------- | --------- | --------- | ----- |
| Airbus A320-200 | 6          | —         | 12        | 138       | 150       |       |
| Airbus A320-200 | 6          | —         | 20        | 132       | 152       |       |
| Airbus A320neo  | 4          | —         | 8         | 150       | 158       |       |
| Airbus A321-200 | 8          | —         | 16        | 162       | 178       |       |
| Airbus A321-200 | 8          | —         | 24        | 155       | 179       |       |
| Airbus A321neo  | 4          | —         | 12        | 186       | 198       |       |
| Total           | 22         | —         |           |           |           |       |

## Destinations
- Chine
  - Beijing
  - Changsha
  - Chengdu
  - Nanjing
  - Shanghai
  - Xiamen
  - Hangzhou
  - Nanning
  - Ningbo
  - Hefei
  - Taiyuan
  - Chongqing
  - Shenyang
  - Wenzhou
  - Jinjiang
  - Qingdao
- Corée du Sud
  - Séoul
- Thaïlande
  - Bangkok
- Japon
  - Tokyo
  - Osaka
  - Fukuoka
- Taïwan
  - Kaohsiung
  - Taipei
- Vietnam
  - Hanoi
  - Da Nang

## Alliance
Depuis le 1er juillet 2010, Air Macau et All Nippon Airways ont un programme commun de partage de miles.